# 埼玉大学教育学部附属小学校
埼玉大学教育学部附属小学校（さいたまだいがくきょういくがくぶふぞくしょうがっこう）は、埼玉県さいたま市浦和区常盤六丁目にある国立小学校。
周辺では「埼大附属小（さいだいふぞくしょう）」または、附属小（ふぞくしょう）」などと略されることが多い。

## 沿革
- 1874年8月12日 - 埼玉県師範学校内に附属小学校開設
- 1877年6月 - 浦和小学校（現在の高砂小学校）を附属小学校とし、児童を同校へ移し、教育実習開始
- 1879年5月 - 埼玉県師範学校内に附属小学校の校舎が建てられ、児童は師範学校にもどる。（かつての埼玉県立浦和図書館の敷地）浦和小学校を附属小学校とするのを廃止する。
- 1886年5月 - 附属小学校を岸町の旧師範学校跡に移転した。
- 1902年12月 - 校舎が鯛ヶ窪に新築されて移転。（現在のさいたま市消防局浦和消防署入口付近）
- 1903年4月 - 埼玉県女子師範学校附属小学校開設。（現在の高砂小学校）
- 1919年5月 - 女子師範学校附属小学校の校舎を別所に新築、移転。（現在の附属中学校の位置）
- 1935年5月28日 - 埼玉県師範学校附属小学校を現在地（埼玉学園跡）に新築。
- 1941年3月1日 - 埼玉県師範学校附属国民学校と埼玉県女子師範学校附属国民学校になった。
- 1942年4月9日 - 埼玉師範学校男子部附属国民学校と埼玉師範学校女子部附属国民学校になった。
- 1947年4月1日 - 男子部と女子部の両附属国民学校を合併し、埼玉師範学校附属小学校とした。また、同附属中学校も開校した。
- 1948年4月 - 現在の校章を使用
- 1949年5月 - 埼玉大学の設置（埼玉師範、青年師範学校、浦和高等学校を併合）に伴い、埼玉大学附属小学校となった。
- 1951年4月1日 - 埼玉大学教育学部附属小学校となった。
- 1966年3月28日 - 特殊学級独立棟を竣工
- 1972年4月 - 特殊学級が養護学校小学部として独立した。
- 1975年1月 - 埼玉大学教育学部附属小学校開校百周年記念式典を挙行
- 1976年5月 - 養護学校跡棟を改築
- 2004年4月 - 国立大学法人化

## 歴代校長
- 1949年8月 - 1954年3月 野間郁夫
- 1954年4月 - 1957年3月 桑原作次
- 1957年4月 - 1963年3月 遠藤泰助
- 1963年4月 - 1966年3月 吉沢宗吉
- 1966年4月 - 1969年3月 井上敏夫
- 1969年4月 - 1972年3月 鈴木嘉隆
- 1972年4月 - 1975年3月 松本旭
- 1975年4月 - 1978年3月 金山広吉
- 1978年4月 - 1981年2月 松下康夫
- 1981年2月 - 1981年3月 木村信夫（事務取扱）
- 1981年4月 - 1984年3月 宮瀬重美
- 1984年4月 - 1987年3月 中村次郎
- 1987年4月 - 1990年3月 内藤定昭
- 1990年4月 - 1993年3月 加賀谷凞彦
- 1993年4月 - 1996年3月 折山俊也
- 1996年4月 - 1999年3月 萩原昌好
- 1999年4月 - 2002年3月 町田彰一郎
- 2002年4月 - 2005年3月 野澤巌
- 2005年4月 - 2008年3月 高橋忠司
- 2008年4月 - 2011年3月 清水誠
- 2011年4月 - 2014年3月 大橋修一
- 2014年4月 - 2017年3月 有川秀之
- 2017年4月 - 2020年3月 川端博子
- 2020年4月 - 2023年3月 細川江利子
- 2023年4月 - 石上城行

## 学校教育目標
- かしこく
- あかるく
- なかよく
- たくましく

## 学校行事
- 4月：入学式、一学期始業式、野外造形会
- 5月：1年生を迎える会、春の展覧会、交通安全教室、遠足
- 6月：開校記念日（10日）
- 7月：一学期終業式、臨海学校（5年）、林間学校（4年）
- 9月：二学期始業式、水泳大会、運動会
- 10月：学校公開説明会、研究協議会、徒歩遠足、芸術鑑賞会
- 11月：秋の展覧会、入学検査
- 12月：冬季林間学校（6年）、二学期終業式
- 1月：三学期始業式、大なわとび大会
- 2月：音楽会
- 3月：6年生を送る会、卒業証書授与式、修了式

## 著名な出身者
- 東海林のり子（芸能レポーター）
- 轡田隆史（元朝日新聞論説委員、元サッカー選手）
- 石井守[1]（カーデザイナー）
- 石井桃子（児童文学作家）
- 高田誠（浦和画家）
- 渡辺武夫（浦和画家）
- 松丸裕子（浦和画家）
- 増田三男（人間国宝）
- 島津一郎（一橋大学名誉教授）
- 新関八洲太郎（三井物産社長）
- 武井武（東京工業大学名誉教授、慶應義塾大学名誉教授）
- レッツゴーよしまさ（会社員、ものまね芸人）
- 南沢奈央(俳優)
- 佐俣アンリ（投資家）
- 田坂藍（ラグビーユニオン選手）
- 広瀬陸斗（サッカー選手）
- 聖王DATE（格闘家、お笑い芸人（スピーディーハンター））[2]

## 交通
- JR東日本各線浦和駅下車徒歩約15分
- JR東日本京浜東北線北浦和駅下車徒歩約15分
- JR東日本埼京線中浦和駅下車徒歩25分